# Свештеничка држава
Свештеничка држава је форма државе чији је шеф државе уједно и предводник одредог вјерског тијела. Примјер ове врсте државе је Ватикан, чији је шеф државе папа, поглавар католичке цркве.
Неке друге државе, на примјер Андора, функционишу са полусвештеничким системом. То је државно уређење гдје је један од шефова државе из реда највишег свештенства унутар те државе. У случају Андоре, то је епископ Уржеља. У прошлости је било уобичајено да епископи осим вјерских, обављају и грађанске функције државе. Примјер оваквог устројства државе из српске историје је Црна Гора (1697—1852).